# Hydrocotyle barbarossa
Hydrocotyle barbarossa är en växtart i släktet Hydrocotyle och familjen araliaväxter.
Arten förekommer i Brasilien. Den beskrevs av Adelbert von Chamisso och Diederich Franz Leonhard von Schlechtendal 1826.